# Reservas mundiales de surf

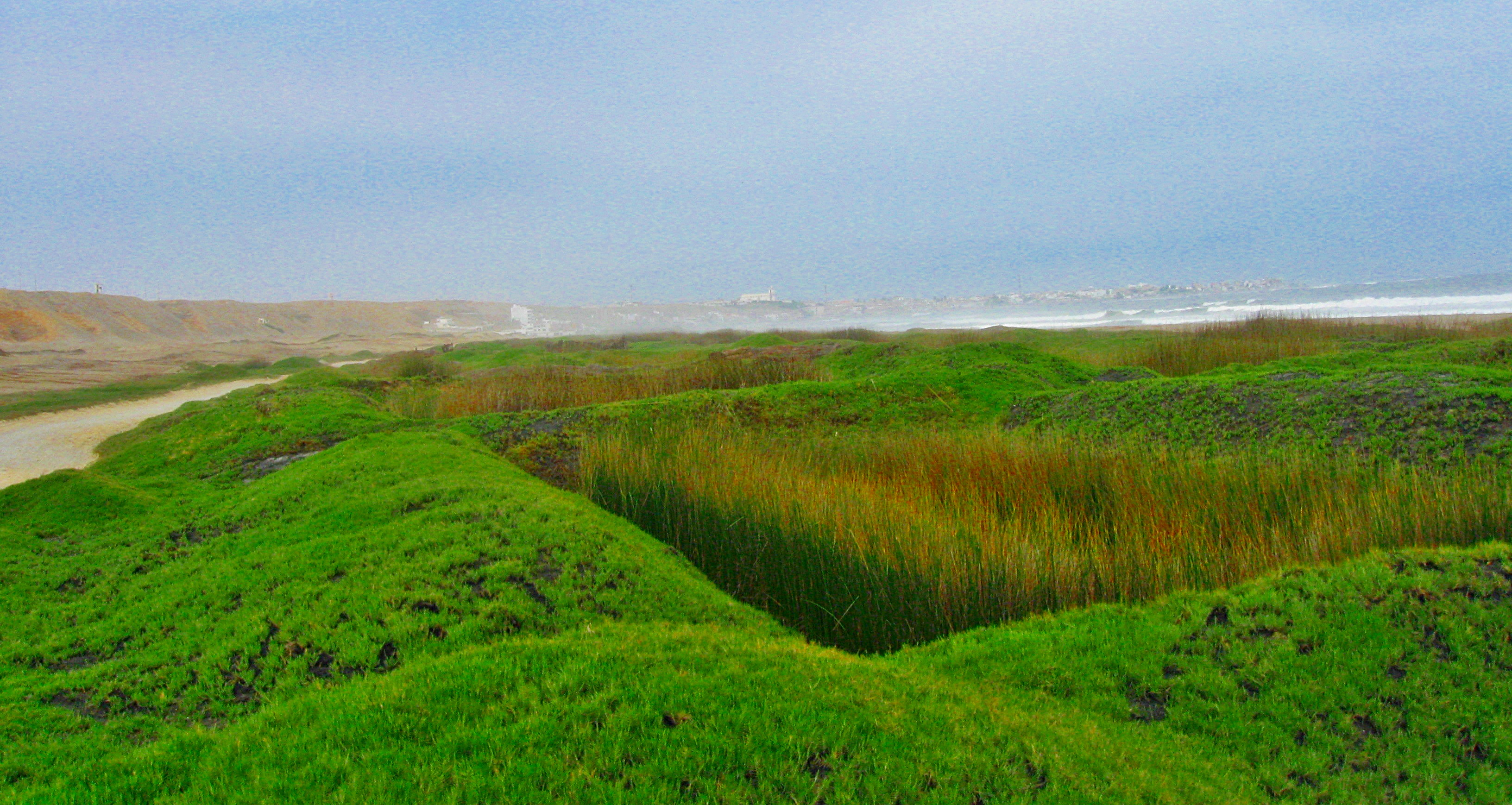
Los Pantanos de Huanchaco es una reserva ecológica Chimú, a unos 14 km al noroeste del centro histórico de la ciudad de Trujillo, Perú. De esta reserva ecológica los antiguos mochicas extraían la materia prima para la fabricación de los milenarios Caballitos de totora, uno de los más antiguos artefactos de surf de la humanidad, utilizados desde la época de los mochicas para surcar las olas del mar tanto para el trabajo como para el placer, aún en la actualidad los pescadores de Huanchaco continúan con esta legendaria tradición; se observa de cerca la orilla del mar y algo lejos el mítico balneario de Huanchaco.

Reservas mundiales de surf es un programa lanzado en el 2009 por la organización Save The Waves Coalition encaminadas a proteger los hábitats mundiales de surf. El programa proactivamente identifica, designa y consagra las olas internacionales de surf, zonas de surf y ambientes circundantes.

## Misión
La misión del programa es lograr el reconocimiento y el apoyo internacional para la protección de las olas y costas de todo el mundo mediante la creación de una red global de reservas de surf designadas. También reconoce los beneficios ambientales, sociales, culturales y económicos de las olas.

## Reservas mundiales de surf

### Malibu Surfrider
En asociación con Reservas de Surfing Nacionales de Australia, la Asociación International de Surfing, y el Centro de la Universidad de Stanford para Viajes Responsables, la organización Save The Waves Coalition designó a Malibu Surfrider Beach como la primera Reserva Mundial de Surfing. La ceremonia de consagración oficial tuvo lugar el 9 de octubre de 2010 con el compromiso de las comunidades locales e internacionales para proteger y preservar a Malibu como un sitio ícono de surf.

### Huanchaco

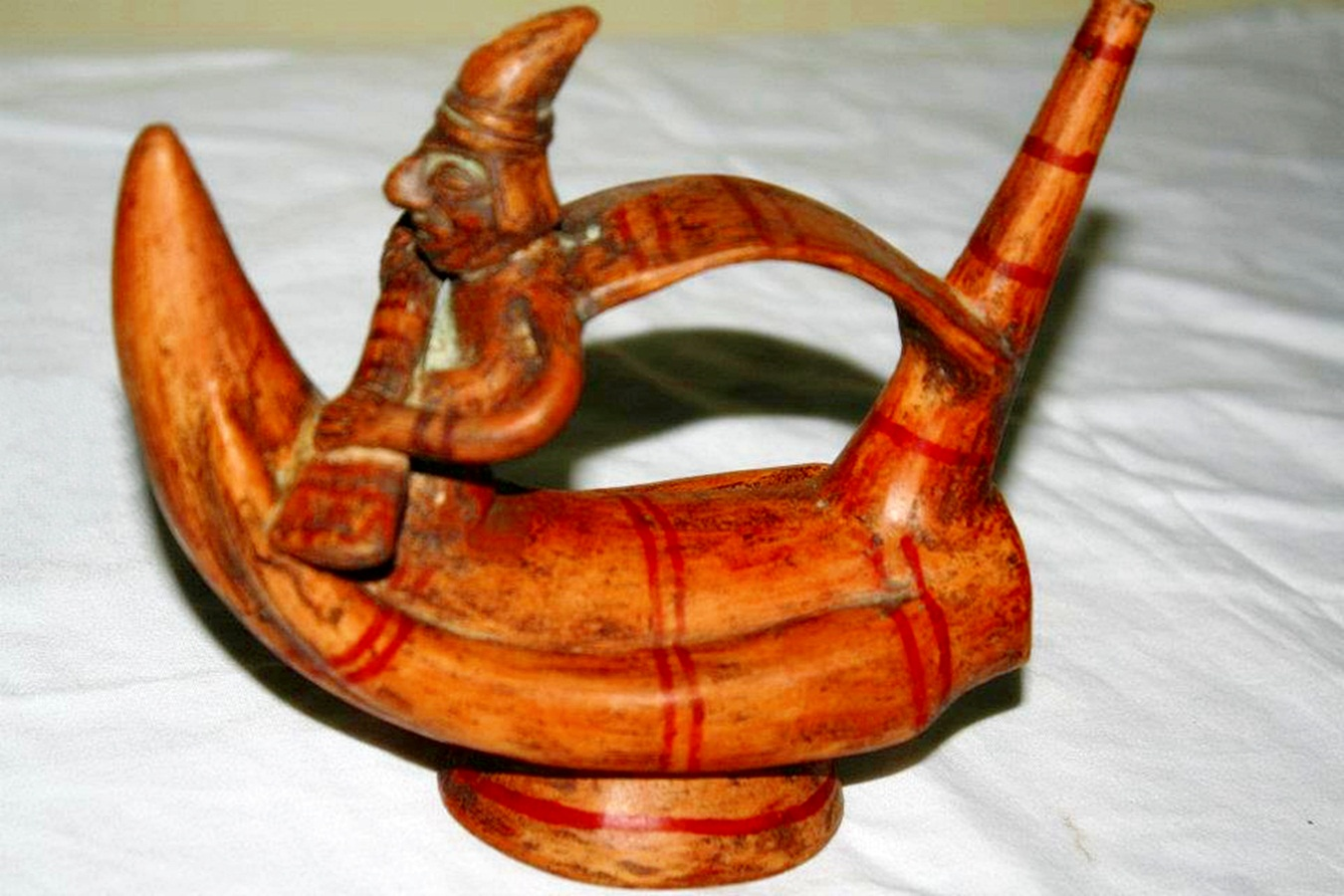
Cerámica precolombina de un navegante mochica

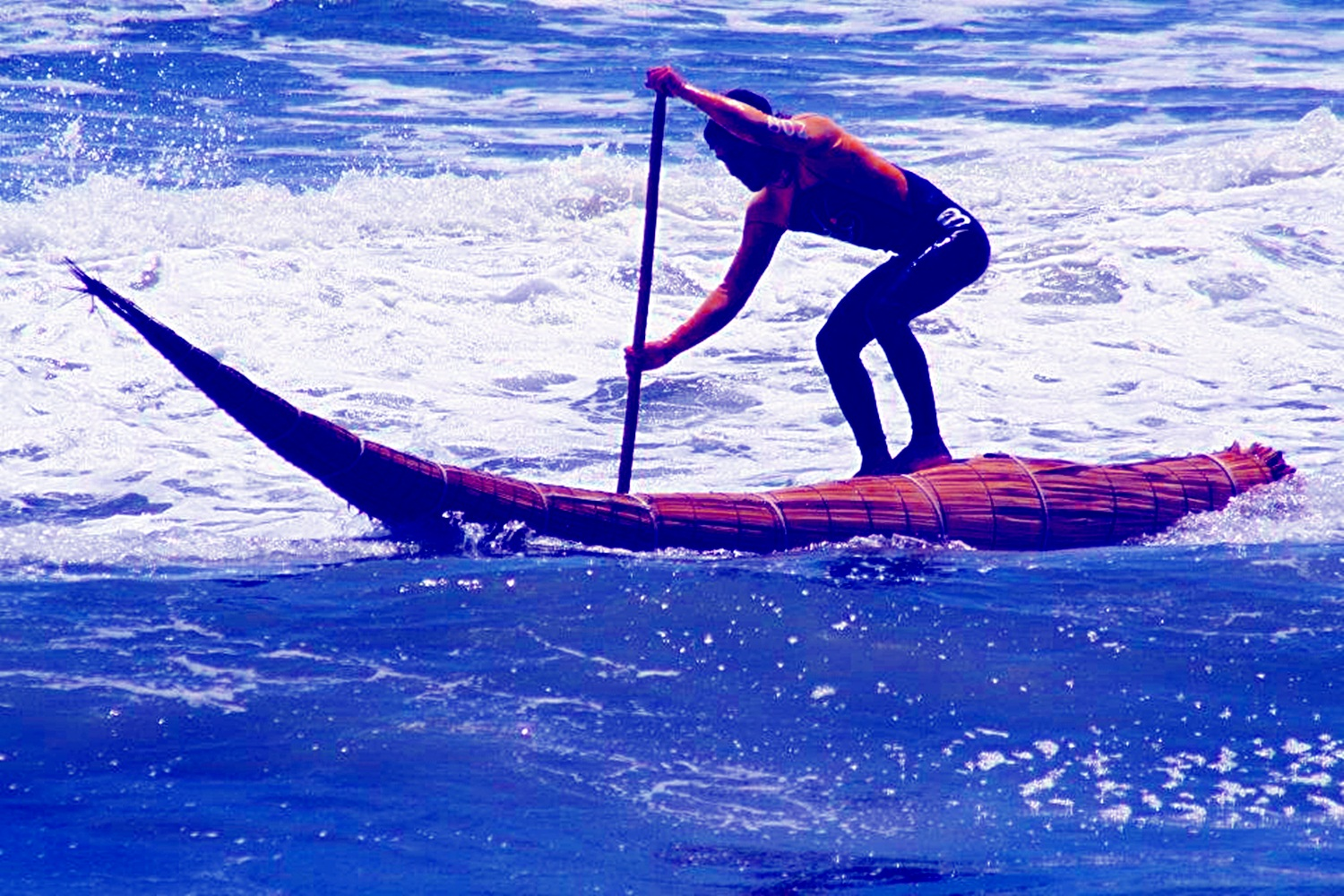
Surfing en un caballito de totora en Huanchaco

El año 2013 Huanchaco ha sido oficialmente reconocido como una Reserva Mundial de Surfing por la organización Save The Waves Coalition. Esta designación es la primera para una localidad Latinoamérica y la quinta en el mundo. Huanchaco es conocido por su consistencia, olas fluidas y también por su antigua historia precolombina de un pueblo que tiene una larga tradición y convivencia con el mar. La cultura oceánica de Huanchaco es también acreditada por ser el lugar de nacimiento del Caballito de totora embarcación usada para la pesca y uno de los más tempranos artefactos de surf conocidos en la humanidad, usados para surcar las olas para trabajo o para diversión.
En esta reserva de surf se encuentran Los pantanos de Huanchaco, conocido también como balsares de Huanchaco que es un parque ecológico que se encuentra muy cerca de las orillas del mar y cerca de la playa El Silencio  en el noroeste de Huanchaco. Este parque ecológico contiene principalmente reservas de totora, de las que se extrae la materia prima para la fabricación de los milenarios caballitos de totora utilizados desde la época de los mochicas para la pesca artesanal y para la diversión.

### Manly-Freshwater
El 10 de marzo de 2012, el tramo de cuatro kilómetros entre Freshwater Beach y Shelly Beach fue declarado "Reserva Mundial de Surf". La designación como Reserva fue dedicada en una ceremonia en Manly Beach por el campeón mundial de surf Kelly Slater acompañado por el gobernador de New South Wales(Australia), profesora Marie Bashir.